# Čching-tchien
Okres Čching-tchien (čínsky v českém přepisu Čching-tchien sien, pchin-jinem Qīngtián Xiàn, znaky 青田县) je okres patřící do městské prefektury Li-šuej v provincii Če-ťiang v Čínské lidové republice. Má rozlohu 2493 čtverečních kilometrů a k roku 2017 v něm žilo přes 558 tisíc obyvatel.

## Poloha a doprava
Leží na jihovýchodě provincie Če-ťiang na řece Ou-ťiang proti proudu a přibližně sto kilometrů západně od centra Wen-čou. Na východě sousedí s okresem Jung-ťia a městským obvodem Ou-chaj prefektury Wen-čou, na jihu s městským okresem Žuej-an a okresem Wen-čcheng prefektury Wen-čou, na západě s autonomním okresem Ťing-ning Še a městským obvodem Lien-tu prefektury Li-šuej a na severu s okresem Ťin-jün prefektury Li-šuej.
Přes Čching-tchien prochází dálnice G330 z Wen-čou přes Čching-tchien, Li-šuej, Ťin-jün, Jung-kchang, Ťin-chua a Lan-si do Šou-čchangu v okrese Ťien-te subprovinčního města Chang-čou.

## Správní členění
Čching-tchien se dělí na tři uliční výbory, devět městysů a dvacet obcí. Správním střediskem je uliční výbor Che-čcheng.